# Siltzheim
 Siltzheim (en alsacià Sílze) és un municipi francès, situat a la regió del Gran Est, al departament del Baix Rin. L'any 1999 tenia 582 habitants. És limítrofe amb el departament del Mosel·la.
Forma part del cantó d'Ingwiller, del districte de Saverne i de la Comunitat d'aglomeració Sarreguemines Confluences.

## Demografia
| 1962 | 1968 | 1975 | 1982 | 1990 | 1999 |
| ---- | ---- | ---- | ---- | ---- | ---- |
| 459  | 481  | 505  | 538  | 551  | 582  |

## Administració
| Període | Identitat     | Partit |
| ------- | ------------- | ------ |
| 2001-   | Pascal Wagner |        |